# Кіпчоге Кейно
Кіпчоге Кейно  (англ. Kipchoge Hezekieh Keino; нар. 17 січня 1940) — кенійський легкоатлет, дворазовий олімпійський чемпіон, голова олімпійського комітету Кенії.
Кейно був одним із першим у довгому списку успішних кенійських бігунів на середні та довгі дистанції. Його приклад надихнув багатьох співвітчизників зайнятись спортом і зрештою зробити свою країну однією з провідних легкоатлетичних держав. 2012 року став одним із 24 спортсменів, які першими потрапили до Зали Слави IAAF.

## Дитинство
Кенді народився в Кінсамо (округ Нанді, Кенія). Обидва його батьки померли коли він був ще дитиною і його виховувала тітка. Після закінчення школи він пішов працювати в кенійську поліцію. Перед тим, як зайнятись легкою атлетикою, грав у регбі.

## Легкоатлетична кар'єра
Свою міжнародну кар'єру розпочав з виступу на Іграх Британської імперії та співдружності 1962 в австралійському місті Перт, де посів одинадцяте місце на дистанції три милі. На літніх Олімпійських іграх 1964 фінішував п'ятим на 5000 м і йому трішки не вистачило, що потрапити до фіналу на 1500 м.
27 серпня 1965 року встановив новий світовий рекорд на дистанції 3000 м до 7.39,6, перевищивши попередній більш як на 6 секунд. Виборов дві золоті медалі (1500 і 5000 метрів) на перших всеафриканських іграх. Того самого року побив світовий рекорд на 5000 м (13.24,2), який перед цим належав Рону Кларку. На Іграх Британської імперії та співдружності 1966 в місті Кінгстон виграв і забіг на милю і забіг на три милі. На наступних аналогічних іграх виграв 1500 м і був третім на дистанції 5000 м.
На літніх Олімпійських іграх 1968 у Мехіко Кейно виграв золоту медаль на дистанції 1500 метрів, випередивши фаворита змагань і тодішнього світового рекордсмена американця Джима Раяна на цілих 20 метрів. Це найбільша перевага над другим місцем в історії цієї дисципліни на олімпійських іграх. Також здобув срібло на дистанції 5000 метрів. Через чотири роки, на іграх 1972 виграв золото на 3000 м і срібло на 1500 м. Завершив виступи 1973 року.

## Виступи на змаганнях
| Рік  | Змагання               | Місто    | Місце     | Дистанція   | Результат | Дата      |
| ---- | ---------------------- | -------- | --------- | ----------- | --------- | --------- |
| 1964 | Літні Олімпійські ігри | Токіо    | 5 h2 r2/3 | 1500 м      |           |           |
| 1964 | Літні Олімпійські ігри | Токіо    | 5         | 5 000 м     |           |           |
| 1966 | Ігри Співдружності     | Кінгстон | I         | 1 миля      | 3.55,34   | 13 серпня |
| 1966 | Ігри Співдружності     | Кінгстон | I         | 3 милі      | 12.57,4   | 8 серпня  |
| 1968 | Літні Олімпійські ігри | Мехіко   | I         | 1500 метрів |           |           |
| 1968 | Літні Олімпійські ігри | Мехіко   | II        | 5000 метрів |           |           |
| 1968 | Літні Олімпійські ігри | Мехіко   | AC        | 10000 м     |           |           |
| 1970 | Ігри Співдружності     | Единбург | I         | 1500 метрів | 3.36,68   | 22 липня  |
| 1970 | Ігри Співдружності     | Единбург | III       | 5000 метрів | 13.27,6   | 25 липня  |
| 1972 | Літні Олімпійські ігри | Мюнхен   | II        | 1500 м      |           |           |
| 1972 | Літні Олімпійські ігри | Мюнхен   | I         | стиплчез    |           |           |